# Liste der Wahlkreise zum Sangiin
In dieser Liste sind die Wahlkreise zum Sangiin, dem Oberhaus des japanischen Parlaments, aufgeführt. Seit der Einrichtung des Sangiin nach der Verfassung von 1947 waren diese zunächst identisch mit den zunächst 46 Präfekturen; seit 1970 – zwei Jahre vor der Rückgabe an Japan – nimmt auch die Präfektur Okinawa an den Wahlen teil und bildete den 47. Präfekturwahlkreis. 2016 sank die Zahl der Präfekturwahlkreise durch die Einrichtung von kombinierten Wahlkreisen aus jeweils zwei Präfekturen auf 45. Daneben existierte bis einschließlich der Wahlen von 1980 der landesweite Wahlkreis, danach eine landesweite Verhältniswahl, seit 2001 mit Vorzugsstimme.
In allen Präfekturwahlkreisen und im nationalen Wahlkreis wurden die Abgeordneten durch nicht übertragbare Einzelstimmgebung bestimmt. Bei der Verhältniswahl werden seit 1983 Parteilisten nach D’Hondt-Verfahren gewählt, seit 2001 kann anstelle einer Partei auch ein einzelner Listenkandidat angegeben werden, die Stimme zählt dann für die Partei und den Kandidaten – wenn die Stimme eindeutig zuzuordnen ist. Präfektur- und Verhältniswahl werden parallel ohne Verrechnung durchgeführt.

## Mandatsverteilung
Die Mandatsverteilung auf die Wahlkreise ist wie folgt. Angegeben ist jeweils die volle Mandatszahl und in Klammern die Zahl der gleichzeitig zur Wahl stehenden Abgeordneten. Bei der Wahl von 1947 wurden alle Abgeordneten bei einer Wahl bestimmt: Zum Beispiel in einem (sonst) Einmandatswahlkreis wurden also zwei Abgeordnete in einer Wahl gewählt, der Kandidat mit den meisten Stimmen war für sechs der zweitplatzierte für drei Jahre gewählt. Nicht berücksichtigt sind einmalige Abweichungen, die bei gleichzeitig mit regulären Wahlen stattfindenden Nachwahlen (für die eigentlich nicht zur Wahl stehende Hälfte) entstanden und ähnlich wie 1947 als eine Wahl durchgeführt wurden.
Verfassungsbeschwerden gegen die mangelnde Gleichheit der Wahl wegen des unterschiedlichen Stimmgewichts waren lange regelmäßig erfolglos. Ausnahme war die Sangiin-Wahl 1992, die mit einem maximalen Ungleichgewicht von 6,59 1996 vom Obersten Gerichtshof für verfassungswidrig befunden wurde. Die Ungleichgewichte bei den Wahlen 2010 (5,0) und 2013 (4,77) wurden dagegen erstmals mit Ungleichgewichten unter 6 für nicht verfassungskonform befunden. Eine weitreichende Neuverteilung der Mandate auf die Präfekturen durch eine Gesetzesänderung 2015, durch die auch zwei vereinigte Wahlkreise entstehen, die jeweils zwei Präfekturen kombinieren, soll das maximale Stimmgewichtsverhältnis auf unter 3 senken. Einzelne Liberaldemokraten, die den Erhalt der eigenständigen Vertretung jeder Präfektur fordern und ihre Sitze zu verlieren drohen, lehnten die Änderung ab. Die mit regierende Kōmeitō und die oppositionelle Demokratische Partei lehnten das Gesetz als nicht weitreichend genug ab. Die Wahl 2016 befand der Oberste Gerichtshof für verfassungskonform. 2018 wurde eine erneute Umverteilung der Mandate beschlossen, bei der auch die Gesamtgröße der Kammer erhöht wurde.
Farblich hervorgehoben sind die Einmandatswahlkreise (ichinin-ku), denen unabhängig von ihrem quantitativen Stimmgewicht oft wahlentscheidende Bedeutung zukommt: Dort genügt eine relative Stimmenmehrheit, um 100 % der Mandate zu gewinnen; die nicht übertragbare Einzelstimmgebung ist hier identisch mit einfacher Mehrheitswahl, während sie in Mehrmandatswahlkreisen meist zu einer Sitzteilung zwischen verschiedenen politischen Lagern führt.
| Wahlkreis/ Präfektur[en] | Reguläre Mandatszahl (pro Wahl) | Reguläre Mandatszahl (pro Wahl) | Reguläre Mandatszahl (pro Wahl) | Reguläre Mandatszahl (pro Wahl) | Reguläre Mandatszahl (pro Wahl) | Reguläre Mandatszahl (pro Wahl) | Reguläre Mandatszahl (pro Wahl) | Reguläre Mandatszahl (pro Wahl) | Reguläre Mandatszahl (pro Wahl) | Reguläre Mandatszahl (pro Wahl) | Reguläre Mandatszahl (pro Wahl) | Reguläre Mandatszahl (pro Wahl)                | Reguläre Mandatszahl (pro Wahl) | Reguläre Mandatszahl (pro Wahl) | Wahlberechtigte 2018                  | Stimmgewicht (invertiert: Wähler/Abg., 2019)                                            |
| ------------------------ | ------------------------------- | ------------------------------- | ------------------------------- | ------------------------------- | ------------------------------- | ------------------------------- | ------------------------------- | ------------------------------- | ------------------------------- | ------------------------------- | ------------------------------- | ---------------------------------------------- | ------------------------------- | ------------------------------- | ------------------------------------- | --------------------------------------------------------------------------------------- |
| Wahlkreis/ Präfektur[en] | 1947 –                          | 1970 –                          | 1983 –                          | 1986 –                          | 1995 –                          | 1998 –                          | 2001 –                          | 2004 –                          | 2007 –                          | 2010 –                          | 2013 –                          | 2016 –                                         | 2019 –                          | 2022–                           | Wahlberechtigte 2018                  | Stimmgewicht (invertiert: Wähler/Abg., 2019)                                            |
| Nationaler Wahlkreis     | 100 (50)                        | 100 (50)                        | 50 (0)                          | –                               | –                               | –                               | –                               | –                               | –                               | –                               | –                               | –                                              | –                               | –                               | –                                     | –                                                                                       |
| Verhältniswahl           | –                               | –                               | 50 (50)                         | 100 (50)                        | 100 (50)                        | 100 (50)                        | 98 (48)                         | 96 (48)                         | 96 (48)                         | 96 (48)                         | 96 (48)                         | 96 (48)                                        | 98 (50)                         | 100 (50)                        | (106.175.512)                         | (2.123.510)                                                                             |
| Hokkaidō                 | 8 (4)                           | 8 (4)                           | 8 (4)                           | 8 (4)                           | 6 (2)                           | 4 (2)                           | 4 (2)                           | 4 (2)                           | 4 (2)                           | 4 (2)                           | 4 (2)                           | 5 (3)                                          | 6 (3)                           | 6 (3)                           | 4.565.940                             | 1.521.980                                                                               |
| Aomori                   | 2 (1)                           | 2 (1)                           | 2 (1)                           | 2 (1)                           | 2 (1)                           | 2 (1)                           | 2 (1)                           | 2 (1)                           | 2 (1)                           | 2 (1)                           | 2 (1)                           | 2 (1)                                          | 2 (1)                           | 2 (1)                           | 1.115.683                             | 1.115.683                                                                               |
| Iwate                    | 2 (1)                           | 2 (1)                           | 2 (1)                           | 2 (1)                           | 2 (1)                           | 2 (1)                           | 2 (1)                           | 2 (1)                           | 2 (1)                           | 2 (1)                           | 2 (1)                           | 2 (1)                                          | 2 (1)                           | 2 (1)                           | 1.070.422                             | 1.070.422                                                                               |
| Miyagi                   | 2 (1)                           | 2 (1)                           | 2 (1)                           | 2 (1)                           | 3 (2)                           | 4 (2)                           | 4 (2)                           | 4 (2)                           | 4 (2)                           | 4 (2)                           | 4 (2)                           | 3 (1)                                          | 2 (1)                           | 2 (1)                           | 1.943.745                             | 1.943.745                                                                               |
| Akita                    | 2 (1)                           | 2 (1)                           | 2 (1)                           | 2 (1)                           | 2 (1)                           | 2 (1)                           | 2 (1)                           | 2 (1)                           | 2 (1)                           | 2 (1)                           | 2 (1)                           | 2 (1)                                          | 2 (1)                           | 2 (1)                           | 875.798                               | 875.798                                                                                 |
| Yamagata                 | 2 (1)                           | 2 (1)                           | 2 (1)                           | 2 (1)                           | 2 (1)                           | 2 (1)                           | 2 (1)                           | 2 (1)                           | 2 (1)                           | 2 (1)                           | 2 (1)                           | 2 (1)                                          | 2 (1)                           | 2 (1)                           | 934.182                               | 934.182                                                                                 |
| Fukushima                | 4 (2)                           | 4 (2)                           | 4 (2)                           | 4 (2)                           | 4 (2)                           | 4 (2)                           | 4 (2)                           | 4 (2)                           | 4 (2)                           | 4 (2)                           | 3 (1)                           | 2 (1)                                          | 2 (1)                           | 2 (1)                           | 1.614.941                             | 1.614.941                                                                               |
| Ibaraki                  | 4 (2)                           | 4 (2)                           | 4 (2)                           | 4 (2)                           | 4 (2)                           | 4 (2)                           | 4 (2)                           | 4 (2)                           | 4 (2)                           | 4 (2)                           | 4 (2)                           | 4 (2)                                          | 4 (2)                           | 4 (2)                           | 2.446.489                             | 1.223.245                                                                               |
| Tochigi                  | 4 (2)                           | 4 (2)                           | 4 (2)                           | 4 (2)                           | 4 (2)                           | 4 (2)                           | 4 (2)                           | 4 (2)                           | 3 (1)                           | 2 (1)                           | 2 (1)                           | 2 (1)                                          | 2 (1)                           | 2 (1)                           | 1.643.979                             | 1.643.979                                                                               |
| Gunma                    | 4 (2)                           | 4 (2)                           | 4 (2)                           | 4 (2)                           | 4 (2)                           | 4 (2)                           | 4 (2)                           | 4 (2)                           | 3 (1)                           | 2 (1)                           | 2 (1)                           | 2 (1)                                          | 2 (1)                           | 2 (1)                           | 1.639.083                             | 1.639.083                                                                               |
| Saitama                  | 4 (2)                           | 4 (2)                           | 4 (2)                           | 4 (2)                           | 5 (3)                           | 6 (3)                           | 6 (3)                           | 6 (3)                           | 6 (3)                           | 6 (3)                           | 6 (3)                           | 6 (3)                                          | 7 (4)                           | 8 (4)                           | 6.124.332                             | 1.531.083                                                                               |
| Chiba                    | 4 (2)                           | 4 (2)                           | 4 (2)                           | 4 (2)                           | 4 (2)                           | 4 (2)                           | 4 (2)                           | 4 (2)                           | 5 (3)                           | 6 (3)                           | 6 (3)                           | 6 (3)                                          | 6 (3)                           | 6 (3)                           | 5.251.304                             | 1.750.435                                                                               |
| Tokio                    | 8 (4)                           | 8 (4)                           | 8 (4)                           | 8 (4)                           | 8 (4)                           | 8 (4)                           | 8 (4)                           | 8 (4)                           | 9 (5)                           | 10 (5)                          | 10 (5)                          | 11 (6)                                         | 12 (6)                          | 12 (6)                          | 11.385.086                            | 1.897.514                                                                               |
| Kanagawa                 | 4 (2)                           | 4 (2)                           | 4 (2)                           | 4 (2)                           | 5 (3)                           | 6 (3)                           | 6 (3)                           | 6 (3)                           | 6 (3)                           | 6 (3)                           | 7 (4)                           | 8 (4)                                          | 8 (4)                           | 8 (4)                           | 7.652.920                             | 1.913.230                                                                               |
| Niigata                  | 4 (2)                           | 4 (2)                           | 4 (2)                           | 4 (2)                           | 4 (2)                           | 4 (2)                           | 4 (2)                           | 4 (2)                           | 4 (2)                           | 4 (2)                           | 4 (2)                           | 3 (1)                                          | 2 (1)                           | 2 (1)                           | 1.928.748                             | 1.928.748                                                                               |
| Toyama                   | 2 (1)                           | 2 (1)                           | 2 (1)                           | 2 (1)                           | 2 (1)                           | 2 (1)                           | 2 (1)                           | 2 (1)                           | 2 (1)                           | 2 (1)                           | 2 (1)                           | 2 (1)                                          | 2 (1)                           | 2 (1)                           | 896.986                               | 896.986                                                                                 |
| Ishikawa                 | 2 (1)                           | 2 (1)                           | 2 (1)                           | 2 (1)                           | 2 (1)                           | 2 (1)                           | 2 (1)                           | 2 (1)                           | 2 (1)                           | 2 (1)                           | 2 (1)                           | 2 (1)                                          | 2 (1)                           | 2 (1)                           | 957.682                               | 957.682                                                                                 |
| Fukui                    | 2 (1)                           | 2 (1)                           | 2 (1)                           | 2 (1)                           | 2 (1)                           | 2 (1)                           | 2 (1)                           | 2 (1)                           | 2 (1)                           | 2 (1)                           | 2 (1)                           | 2 (1)                                          | 2 (1)                           | 2 (1)                           | 651.281                               | 651.281                                                                                 |
| Yamanashi                | 2 (1)                           | 2 (1)                           | 2 (1)                           | 2 (1)                           | 2 (1)                           | 2 (1)                           | 2 (1)                           | 2 (1)                           | 2 (1)                           | 2 (1)                           | 2 (1)                           | 2 (1)                                          | 2 (1)                           | 2 (1)                           | 699.241                               | 699.241                                                                                 |
| Nagano                   | 4 (2)                           | 4 (2)                           | 4 (2)                           | 4 (2)                           | 4 (2)                           | 4 (2)                           | 4 (2)                           | 4 (2)                           | 4 (2)                           | 4 (2)                           | 4 (2)                           | 3 (1)                                          | 2 (1)                           | 2 (1)                           | 1.756.054                             | 1.756.054                                                                               |
| Gifu                     | 2 (1)                           | 2 (1)                           | 2 (1)                           | 2 (1)                           | 3 (2)                           | 4 (2)                           | 4 (2)                           | 4 (2)                           | 4 (2)                           | 4 (2)                           | 3 (1)                           | 2 (1)                                          | 2 (1)                           | 2 (1)                           | 1.685.010                             | 1.685.010                                                                               |
| Shizuoka                 | 4 (2)                           | 4 (2)                           | 4 (2)                           | 4 (2)                           | 4 (2)                           | 4 (2)                           | 4 (2)                           | 4 (2)                           | 4 (2)                           | 4 (2)                           | 4 (2)                           | 4 (2)                                          | 4 (2)                           | 4 (2)                           | 3.090.663                             | 1.545.332                                                                               |
| Aichi                    | 6 (3)                           | 6 (3)                           | 6 (3)                           | 6 (3)                           | 6 (3)                           | 6 (3)                           | 6 (3)                           | 6 (3)                           | 6 (3)                           | 6 (3)                           | 6 (3)                           | 7 (4)                                          | 8 (4)                           | 8 (4)                           | 6.120.954                             | 1.530.239                                                                               |
| Mie                      | 2 (1)                           | 2 (1)                           | 2 (1)                           | 2 (1)                           | 2 (1)                           | 2 (1)                           | 2 (1)                           | 2 (1)                           | 2 (1)                           | 2 (1)                           | 2 (1)                           | 2 (1)                                          | 2 (1)                           | 2 (1)                           | 1.506.963                             | 1.506.963                                                                               |
| Shiga                    | 2 (1)                           | 2 (1)                           | 2 (1)                           | 2 (1)                           | 2 (1)                           | 2 (1)                           | 2 (1)                           | 2 (1)                           | 2 (1)                           | 2 (1)                           | 2 (1)                           | 2 (1)                                          | 2 (1)                           | 2 (1)                           | 1.152.449                             | 1.152.449                                                                               |
| Kyōto                    | 4 (2)                           | 4 (2)                           | 4 (2)                           | 4 (2)                           | 4 (2)                           | 4 (2)                           | 4 (2)                           | 4 (2)                           | 4 (2)                           | 4 (2)                           | 4 (2)                           | 4 (2)                                          | 4 (2)                           | 4 (2)                           | 2.128.299                             | 1.064.150                                                                               |
| Osaka                    | 6 (3)                           | 6 (3)                           | 6 (3)                           | 6 (3)                           | 6 (3)                           | 6 (3)                           | 6 (3)                           | 6 (3)                           | 6 (3)                           | 6 (3)                           | 7 (4)                           | 8 (4)                                          | 8 (4)                           | 8 (4)                           | 7.325.934                             | 1.831.483                                                                               |
| Hyōgo                    | 6 (3)                           | 6 (3)                           | 6 (3)                           | 6 (3)                           | 5 (2)                           | 4 (2)                           | 4 (2)                           | 4 (2)                           | 4 (2)                           | 4 (2)                           | 4 (2)                           | 5 (3)                                          | 6 (3)                           | 6 (3)                           | 4.623.600                             | 1.541.200                                                                               |
| Nara                     | 2 (1)                           | 2 (1)                           | 2 (1)                           | 2 (1)                           | 2 (1)                           | 2 (1)                           | 2 (1)                           | 2 (1)                           | 2 (1)                           | 2 (1)                           | 2 (1)                           | 2 (1)                                          | 2 (1)                           | 2 (1)                           | 1.153.539                             | 1.153.539                                                                               |
| Wakayama                 | 2 (1)                           | 2 (1)                           | 2 (1)                           | 2 (1)                           | 2 (1)                           | 2 (1)                           | 2 (1)                           | 2 (1)                           | 2 (1)                           | 2 (1)                           | 2 (1)                           | 2 (1)                                          | 2 (1)                           | 2 (1)                           | 824.288                               | 824.288                                                                                 |
| Tottori- Shimane         | 2 (1) (Tottori)                 | 2 (1) (Tottori)                 | 2 (1) (Tottori)                 | 2 (1) (Tottori)                 | 2 (1) (Tottori)                 | 2 (1) (Tottori)                 | 2 (1) (Tottori)                 | 2 (1) (Tottori)                 | 2 (1) (Tottori)                 | 2 (1) (Tottori)                 | 2 (1) (Tottori)                 | 1 (0) (Tottori) 1 (1) (kombi.) 1 (0) (Shimane) | 2 (1)                           | 2 (1)                           | 476.838                               | 1.052.591                                                                               |
| Tottori- Shimane         | 2 (1) (Shimane)                 | 2 (1) (Shimane)                 | 2 (1) (Shimane)                 | 2 (1) (Shimane)                 | 2 (1) (Shimane)                 | 2 (1) (Shimane)                 | 2 (1) (Shimane)                 | 2 (1) (Shimane)                 | 2 (1) (Shimane)                 | 2 (1) (Shimane)                 | 2 (1) (Shimane)                 | 1 (0) (Tottori) 1 (1) (kombi.) 1 (0) (Shimane) | 2 (1)                           | 2 (1)                           | 575.753                               | 1.052.591                                                                               |
| Okayama                  | 4 (2)                           | 4 (2)                           | 4 (2)                           | 4 (2)                           | 4 (2)                           | 4 (2)                           | 3 (1)                           | 2 (1)                           | 2 (1)                           | 2 (1)                           | 2 (1)                           | 2 (1)                                          | 2 (1)                           | 2 (1)                           | 1.589.945                             | 1.589.945                                                                               |
| Hiroshima                | 4 (2)                           | 4 (2)                           | 4 (2)                           | 4 (2)                           | 4 (2)                           | 4 (2)                           | 4 (2)                           | 4 (2)                           | 4 (2)                           | 4 (2)                           | 4 (2)                           | 4 (2)                                          | 4 (2)                           | 4 (2)                           | 2.351.378                             | 1.175.689                                                                               |
| Yamaguchi                | 2 (1)                           | 2 (1)                           | 2 (1)                           | 2 (1)                           | 2 (1)                           | 2 (1)                           | 2 (1)                           | 2 (1)                           | 2 (1)                           | 2 (1)                           | 2 (1)                           | 2 (1)                                          | 2 (1)                           | 2 (1)                           | 1.173.504                             | 1.173.504                                                                               |
| Tokushima- Kōchi         | 2 (1) (Tokushima)               | 2 (1) (Tokushima)               | 2 (1) (Tokushima)               | 2 (1) (Tokushima)               | 2 (1) (Tokushima)               | 2 (1) (Tokushima)               | 2 (1) (Tokushima)               | 2 (1) (Tokushima)               | 2 (1) (Tokushima)               | 2 (1) (Tokushima)               | 2 (1) (Tokushima)               | 1 (0) (Tokushima) 1 (1) (kombi.) 1 (0) (Kōchi) | 2 (1)                           | 2 (1)                           | 640.924                               | 1.257.646                                                                               |
| Tokushima- Kōchi         | 2 (1) (Kōchi)                   | 2 (1) (Kōchi)                   | 2 (1) (Kōchi)                   | 2 (1) (Kōchi)                   | 2 (1) (Kōchi)                   | 2 (1) (Kōchi)                   | 2 (1) (Kōchi)                   | 2 (1) (Kōchi)                   | 2 (1) (Kōchi)                   | 2 (1) (Kōchi)                   | 2 (1) (Kōchi)                   | 1 (0) (Tokushima) 1 (1) (kombi.) 1 (0) (Kōchi) | 2 (1)                           | 2 (1)                           | 616.719                               | 1.257.646                                                                               |
| Kagawa                   | 2 (1)                           | 2 (1)                           | 2 (1)                           | 2 (1)                           | 2 (1)                           | 2 (1)                           | 2 (1)                           | 2 (1)                           | 2 (1)                           | 2 (1)                           | 2 (1)                           | 2 (1)                                          | 2 (1)                           | 2 (1)                           | 826.756                               | 826.756                                                                                 |
| Ehime                    | 2 (1)                           | 2 (1)                           | 2 (1)                           | 2 (1)                           | 2 (1)                           | 2 (1)                           | 2 (1)                           | 2 (1)                           | 2 (1)                           | 2 (1)                           | 2 (1)                           | 2 (1)                                          | 2 (1)                           | 2 (1)                           | 1.170.899                             | 1.170.899                                                                               |
| Fukuoka                  | 6 (3)                           | 6 (3)                           | 6 (3)                           | 6 (3)                           | 5 (2)                           | 4 (2)                           | 4 (2)                           | 4 (2)                           | 4 (2)                           | 4 (2)                           | 4 (2)                           | 5 (3)                                          | 6 (3)                           | 6 (3)                           | 4.239.352                             | 1.413.117                                                                               |
| Saga                     | 2 (1)                           | 2 (1)                           | 2 (1)                           | 2 (1)                           | 2 (1)                           | 2 (1)                           | 2 (1)                           | 2 (1)                           | 2 (1)                           | 2 (1)                           | 2 (1)                           | 2 (1)                                          | 2 (1)                           | 2 (1)                           | 686.403                               | 686.403                                                                                 |
| Nagasaki                 | 2 (1)                           | 2 (1)                           | 2 (1)                           | 2 (1)                           | 2 (1)                           | 2 (1)                           | 2 (1)                           | 2 (1)                           | 2 (1)                           | 2 (1)                           | 2 (1)                           | 2 (1)                                          | 2 (1)                           | 2 (1)                           | 1.148.376                             | 1.148.376                                                                               |
| Kumamoto                 | 4 (2)                           | 4 (2)                           | 4 (2)                           | 4 (2)                           | 4 (2)                           | 4 (2)                           | 3 (1)                           | 2 (1)                           | 2 (1)                           | 2 (1)                           | 2 (1)                           | 2 (1)                                          | 2 (1)                           | 2 (1)                           | 1.482.627                             | 1.482.627                                                                               |
| Ōita                     | 2 (1)                           | 2 (1)                           | 2 (1)                           | 2 (1)                           | 2 (1)                           | 2 (1)                           | 2 (1)                           | 2 (1)                           | 2 (1)                           | 2 (1)                           | 2 (1)                           | 2 (1)                                          | 2 (1)                           | 2 (1)                           | 976.476                               | 976.476                                                                                 |
| Miyazaki                 | 2 (1)                           | 2 (1)                           | 2 (1)                           | 2 (1)                           | 2 (1)                           | 2 (1)                           | 2 (1)                           | 2 (1)                           | 2 (1)                           | 2 (1)                           | 2 (1)                           | 2 (1)                                          | 2 (1)                           | 2 (1)                           | 920.822                               | 920.822                                                                                 |
| Kagoshima                | 4 (2)                           | 4 (2)                           | 4 (2)                           | 4 (2)                           | 4 (2)                           | 4 (2)                           | 3 (1)                           | 2 (1)                           | 2 (1)                           | 2 (1)                           | 2 (1)                           | 2 (1)                                          | 2 (1)                           | 2 (1)                           | 1.370.508                             | 1.370.508                                                                               |
| Okinawa                  | –                               | 2 (1)                           | 2 (1)                           | 2 (1)                           | 2 (1)                           | 2 (1)                           | 2 (1)                           | 2 (1)                           | 2 (1)                           | 2 (1)                           | 2 (1)                           | 2 (1)                                          | 2 (1)                           | 2 (1)                           | 1.161.899                             | 1.161.899                                                                               |
| Summe                    | 250 (125)                       | 252 (126)                       | 252 (126)                       | 252 (126)                       | 252 (126)                       | 252 (126)                       | 247 (121)                       | 242 (121)                       | 242 (121)                       | 242 (121)                       | 242 (121)                       | 242 (121)                                      | 245 (124)                       | 248 (124)                       | 106.175.512 (×2 Wahlsegmente/Stimmen) | 856.254 (eine Wahl) 1.434.804 (eine Mehrheitswahl) 428.127 (zwei Wahlen/gesamte Kammer) |